# Лебедев, Игорь Михайлович
И́горь Миха́йлович Ле́бедев (18 февраля 1947, Ленинград — 8 января 2005, Санкт-Петербург) — советский и российский тренер по боксу. Работал тренером в сборных командах Ленинграда и СССР, подготовил многих известных боксёров-профессионалов, в том числе чемпионов мира Романа Кармазина и Дмитрия Кириллова. Заслуженный тренер РСФСР.

## Биография
Игорь Лебедев родился 18 февраля 1947 года в Ленинграде. Активно заниматься боксом начал в возрасте пятнадцати лет, проходил подготовку под руководством заслуженного мастера спорта Сергея Андреевича Емельянова в детско-юношеской спортивной школе при Ленинградском дворце пионеров им. А. А. Жданова.
Позже тренировался у таких специалистов, как заслуженный тренер СССР Григорий Филиппович Кусикьянц и почётный мастер спорта Важа Вартанович Микаэлян. Состоял в ленинградском добровольном спортивном обществе «Динамо». Как спортсмен выступал в полулёгкой весовой категории (до 57 кг), трижды подряд становился чемпионом Ленинграда (1968, 1969, 1970), выполнил норматив мастера спорта.
Уже с 1965 года Лебедев сочетал спортивную карьеру с тренерской деятельностью. Первое время тренировал молодых боксёров в секции «Динамо», затем в 1975 году окончил Государственный дважды орденоносный институт физической культуры имени П. Ф. Лесгафта (ныне Национальный государственный университет физической культуры, спорта и здоровья имени П. Ф. Лесгафта), после чего долгое время возглавлял сборную команду Ленинграда и в течение пяти лет был тренером сборной СССР. Всего подготовил 20 мастеров спорта, за выдающиеся достижения на этом поприще в 1991 году удостоен почётного звания «Заслуженный тренер РСФСР».
После распада Советского Союза работал тренером в частном боксёрском клубе «Петербургская перчатка», был одним из первых российских тренеров, кто начал серьёзно готовить боксёров-профессионалов. В 1990-е годы воспитал многих известных чемпионов, в том числе в разное время его учениками были чемпионы мира Роман Кармазин и Дмитрий Кириллов, чемпионы Европы Александр Ягупов и Алексей Ильин, заслуженные мастера спорта братья Александр и Сергей Артемьевы, чемпион России Иван Кирпа, интернациональные чемпионы WBC Максим Нестеренко и Михаил Криволапов.
В последние годы испытывал серьёзные проблемы с алкоголем. Умер 8 января 2005 года в Санкт-Петербурге, похоронен на втором участке Красненького кладбища. Ежегодно в Санкт-Петербурге проводится традиционный боксёрский турнир памяти И. М. Лебедева.